# Dietbach (Wüstung)
Dietbach ist ein abgegangener Weiler auf der Gemarkung der Stadt Fellbach im baden-württembergischen Rems-Murr-Kreis. Über die Geschichte der Wüstung ist nicht mehr viel bekannt.

## Lage
Dietbach liegt rund zwei Kilometer südwestlich der Stadtmitte von Fellbach und nordwestlich von Immenrodt am Weg gegenüber dem Sonnenbühl in der Weinlage Dietbach.

## Geschichte
Dietbach wurde wie Immenrodt mutmaßlich als Tochtersiedlung von Cannstatt gegründet und teilte wohl das gleiche Schicksal. Immenrodt wurde um 1287 zusammen mit anderen Vororten Cannstatts von Truppen Rudolfs von Habsburg zerstört. Die Bewohner siedelten nach Fellbach um. Heute erinnern noch die Straßennamen Im Dietbach (Fellbach) und die Dietbachstraße in Untertürkheim an den kleinen Ort.